# Полунин, Александр Иванович
Алекса́ндр Ива́нович Полу́нин (13 декабря 1921 — 24 декабря 2005) — лётчик, Герой Советского Союза, участник Великой Отечественной войны, генерал-майор авиации (1961), уроженец Грязинского района Липецкой области.

## Биография
Родился 13 декабря 1921 года в деревне Кубань ныне Грязинского района Липецкой области в крестьянской семье. С 1930 года жил в Липецке, где окончил среднюю школу № 5 и аэроклуб.
В ноябре 1940 года был призван в Красную Армию. В сентябре 1941 года окончил Балашовскую военную авиационную школу пилотов. Через несколько месяцев откомандирован в город Сарапул, где прошёл переподготовку на лётчика-штурмовика.
Участник Великой Отечественной войны с начала 1943 года в составе 118-го гвардейского штурмового авиаполка 225-й штурмовой авиадивизии. Служил в качестве командира звена, заместителя командира и командира эскадрильи. Участвовал в боях под Воронежем и Орлом.
4 августа 1943 года во время Курской битвы во время штурмовки вражеских танковых позиций самолёт А. И. Полунина был сбит, а сам лётчик раненым попал в плен.
В начале сентября 1943 года его в числе пленных советских воинов отправили в Германию, но на станции Борисов ему удалось бежать и добраться до партизан. В течение нескольких месяцев он воевал в партизанском отряде, принимая участие в диверсионных акциях против немецких войск. В декабре 1943 года ему удалось вернуться в свою боевую часть (118-й штурмовой авиаполк 15-й воздушной армии 2-го Прибалтийского фронта), в составе которой лётчик воевал под Ленинградом, в Прибалтике. За отвагу, проявленную при уничтожении боевой техники и живой силы врага, Полунин неоднократно поощрялся командованием, а в октябре и декабре 1944 года дважды награждён орденом Александра Невского.
К февралю 1945 года командир эскадрильи 118-го гвардейского штурмового авиаполка 225-й штурмовой авиадивизии 15-й воздушной армии 2-го Прибалтийского фронта гвардии старший лейтенант Полунин совершил 118 боевых вылетов на штурмовку вражеских войск, нанеся огромный урон технике и живой силе фашистов.
После войны продолжал служить в ВВС СССР. В 1951 году окончил Военно-воздушную академию. Служил в качестве заместителя командира полка, начальника штаба авиационного соединения, начальника штаба воздушной армии, заместителя начальника управления центрального аппарата ВВС, заместителя начальника отдела кадров ВВС.
С 1986 года — генерал-майор авиации запаса. Умер 24 декабря 2005 года в Москве. Похоронен на кладбище села Леониха Щёлковского района Московской области.

## Награды
Указом Президиума Верховного Совета СССР от 18 августа 1945 года за образцовое выполнение боевых заданий командования на фронте борьбы с немецко-фашистскими захватчиками и проявленные при этом мужество и героизм гвардии старшему лейтенанту Полунину Александру Ивановичу присвоено звание Героя Советского Союза с вручением ордена Ленина и медали «Золотая Звезда».
Награждён орденом Ленина (18.08.1945), двумя орденами Александра Невского (19.12.1944, 28.10.1944), тремя орденами Красного Знамени (10.08.1943, 30.04.1944, 7.06.1945), орденом Красной Звезды, двумя орденами Отечественной войны 1-й степени (10.08.1944, 11.03.1945), орденом Дружбы, орденом «За службу Родине в Вооружённых Силах СССР» 3-й степени, медалями.

## Память
26 апреля 1995 года именем Полунина названа новая улица в Липецке (в посёлке Матырском).